# Acorypha clara
Acorypha clara är en insektsart som först beskrevs av Walker, F. 1870.  Acorypha clara ingår i släktet Acorypha och familjen gräshoppor.

## Underarter
Arten delas in i följande underarter:
- A. c. clara
- A. c. dhofara

## Bildgalleri

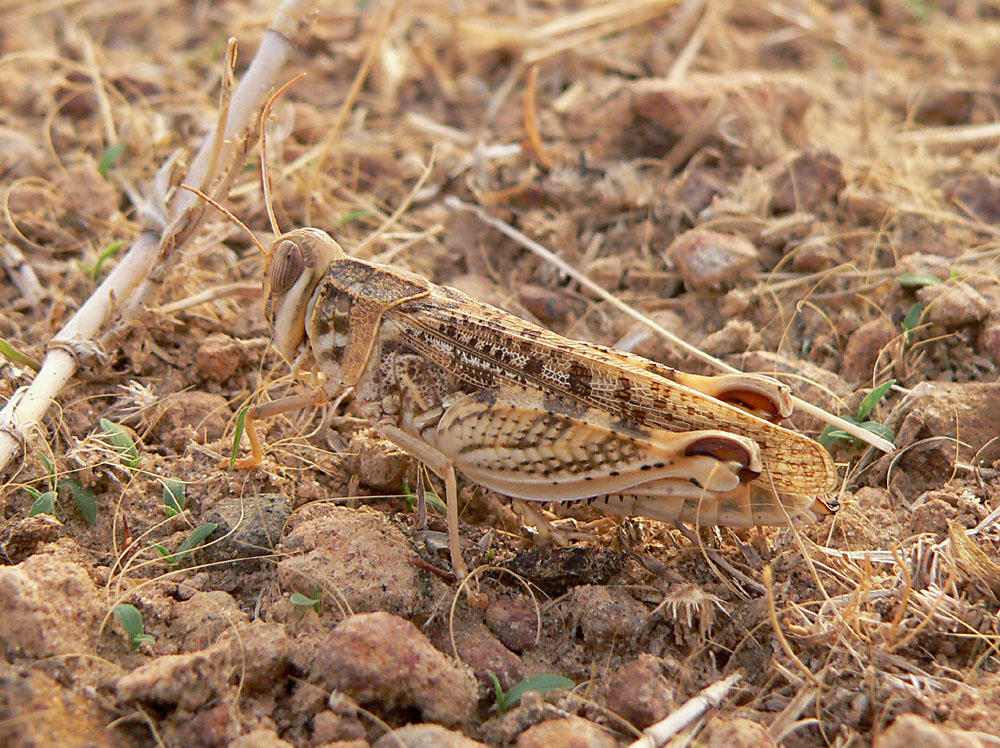
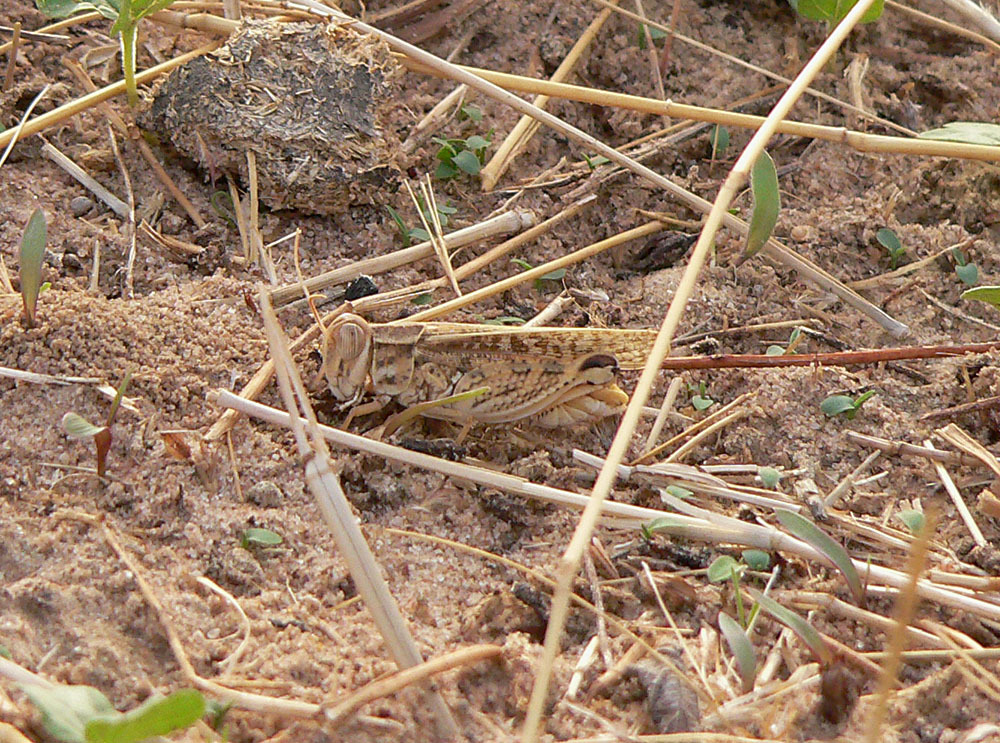